# أنس باز
الطبيبة أُنس باز 1874 - 1929 طبيبة لبنانية رائدة وأديبة. ولدت في وقت كان كان محظورا على الطبيب أن يفحص أية مريضة عن كثب أو يقترب وكثيرًا ما كان لهذه التقاليد الجامدة أسوا الأثار عل حياة المرأة في لبنان. وكم من مرض بسيط أودى بحياة نساء كثيرات صابرات هن أمهات لأولاد. اتمت الثانوية عام 1901، ثم سافرت مع أختها التي التحقت بزوجها في أميركا، وهناك التحقت أُنس بكلية الطب في جامعة ديترويت ميتشيغن وتخصصت بأمراض النسائية عملت لمدة عام بعد إنهاء دراستها في الولايات المتحدة، ثم عادت إلى لبنان عام 1907.
انشأت جمعية الصدق لتشجيع الفتيات على طلب العلم.و قدمت جائزة خاصة للفتيات المتفوقات في كل من مدارس الإناث التالية: نور الحياة، الثلاثة أقمار، مدرسة الروم، ومدرسة الصراط في عاليه، إلى جانب هذا كله نشرت أنس بعض المقالات والأبحاث على البيرق، والحسناء وبعض صفحات الصحف الأخرى. شاركت كتاب ومفكري بلدها في إلقاء المحاضرات التي تعنى بنهضة المجتمع وتساعده على اللحاق بركب الحضارة، وكانت محاضراتها التي ألقتها في شتى النوادي والجمعيات الثقافية تتعلق بالشؤون الصحية والاجتماعية والثقافية. 
كانت قد دعيت بعد عودتها من أميركا، إلى إلقاء محاضرة في جمعية شمس البر وكان خطيب الحفلة الأخر الكاتب جرجي نقولا باز، الذي اشتهر بأبحاثه النسائية ولقب بنصير المرأة وصاحب مجلة الحسناء (1909 - 1912) وقد توفي سنة 1959. وحين انتهت من الحفل، تقدم جرجي منها ليهنئها على شجاعتها وإمعانها في تكريس حقيقة المرأة الإنسانية في المجتمع فهنأته هي بدورها على ما يبذله في المجالات كافة لنصرة المرأة والأخذ بيدها لتحقيق رسالتها الإنسانية. وصادف أنه كان يرعى بنفسه «جمعية مقاومة السل» مما أفسح في المجال أمامه للاتصال بالدكتورة أنس وطلب مساعدتها فيما يختص بشؤون الجمعية. وهكذا، ما لبثت تلك الاتصالات واللقاءات أن اغتنت وازدادت عمقا، فتأكد لكل منها أنه وجد الإنسان الذي يفهمه ويبادله فكرا بفكر واحتراما باحترام. وفي العام 1915 تم زواجها. 
وقد جاء على لسان الزوج في لقاء صحافي معه قال: لزواجي من الدكتورة أنس وطد نفسي في النظرية التي راودتني منذ فجر فتوتي أعني أهلية المرأة لكل صلاح. لم نصطدم في حياتنا العملية، شجعتها على مزاولة الطب وشجعتني على الأدب إن توفيقي في الزواج قوى ثقتي بالمرأة، فأنا نصيرها مدى العمر.
وقد أثمر زواجها ولدين هما إسكندر ونقولا باز وفعلا لم يثن الزواج ومسؤوليات العائلة الدكتورة عن نشاطاتها الطبية والاجتماعية بدليل أنها بعد ثماني سنوات منه سافرت إلى فرنسا برحلة دراسية استمرت عامًا كاملا، وكان ذلك العام 1923 قضته في متابعة اختصاصها، في الجراحة النسائية في مستشفى بروكا وكانت هي الطبيبة الوحيدة بين عشرين طبيبا جاؤوا من دول أوروبا وأفريقيا وأميركا اللاتينية. 
لم تكن من خريجي الجامعة الأميركية في بيروت، ولكن الجامعة تبنتها لجزيل خدماتها، للنجاح الذي حققته في مهنتها، فاعتبرتها بـين المتخرجـين من معهدها الطبي، الأمر الذي يعتبر أكثر من تقدير لخدماتها ونجاحها. كما قلدتها الحكومة اللبنانية في تلك الفترة وسام الاستحقاق المذهب اعترافا بخدماتها طيلة خمسين سنة قضتها في خدمة المرأة والإنسان اللبناني. 
إن ما قدمته أنس باز لبنات جنسها من خدمات في مختلف الحقول لا في الحقل الطبي وحسب، وإن تحديها لأقسى الظروف والتقاليد السائدة في بلادها، فتح أبواب الأمل أمام أجيال وأجيال من بنات حواء جعلهن ينظرن إلى المستقبل بوجوه باسمة واستعداد قوي وإيمان راسخ. ولعل كلمة الرائدة الصحافية جوليا طعمة دمشقية في حق أنس خير شاهد على أعمالها فقد كتبت إليها تقول: «طوباك لأنك فتحت باب التعليم أمام بنات بـلادي». وكذلـك كتبت إليها الأديبة سلمى صائغ في إهدائها لكتابها النسمات «إلى أنس باز العزيزة، السائرة بسرعة ذروة الكمال الإنسانى، المضيئة بروحها النيرة سبيل جهادنا النسائي، إلى المرأة التي علمتني أن أخدم بمحبة ومعرفة..»